# Il coraggio di vincere
Pour plus de détails, voir Fiche technique et Distribution.
Il coraggio di vincere est un téléfilm italien réalisé par Marco Pontecorvo, diffusé en 2016.

## Synopsis
Ex-champion de boxe à l’avenir prometteur, Rocco quitte la compétition après avoir été injustement disqualifié. Quinze ans plus tard, entraîneur à la dérive, il découvre par hasard le potentiel de Ben, un jeune sénégalais. Lors des séances d'entraînement dans son gymnase, les performances du jeune homme réveillent en Rocco une envie de revanche. Une seconde chance pour remporter le titre de Champion d'Europe qui lui a échappé. Seulement Ben, lui, n'est pas italien. Et il a d'autres plans en tête.
Le film est une adaptation du livre The Dancer écrit par Adriana Sabbatini. Il est sélectionné au Festival international des programmes audiovisuels de Biarritz 2017.

## Fiche technique
- Titre italien : Il coraggio di vincere
- Réalisation : Marco Pontecorvo
- Scénario : Salvatore Basile, Liliana Eritrei, Nicola Lusuardi, Marco Pontecorvo, Adriana Sabbatini
- Casting : Adriana Sabbatini
- Photographie : Vincenzo Carpineta
- Son : Filippo Porcari
- Montage : Alessio Doglione
- Musique : Francesco De Luca, Alessandro Forti
- Pays d'origine :  Italie
- Production : Red Films

## Distribution
- Adriano Giannini : Rocco
- Yann Gael : Ben Wadé
- Nino Frassica : Marcello
- Nina Torresi : Lara
- Serena Rossi : Monica
- Mauro Aversano : Sgherro
- Christel Akouala : Amin

## Sélections
- Festival international des programmes audiovisuels de Biarritz 2017